# Рудава
Рудава, Рудавка — річка в Україні, у Поліському районі Київської області. Права притока Іллі (басейн Прип'яті).

## Опис
Довжина річки приблизно 6,8 км.

## Розташування
Бере початок в урочищі Клубки. Тече переважно на південний схід і у Кливинах впадає у річку Іллю, ліву притоку Ужа.